# قهرمان یک شهر کوچک
قهرمان یک شهر کوچک (انگلیسی: A Small Town Idol) یک فیلم کمدی صامت آمریکایی به کارگردانی مک سنت و ارل سی. کنتون است که در سال ۱۹۲۱ منتشر شد. این فیلم، پرخرج‌ترین فیلم مک سنت بود که هزینه تولیدی در حدود ۳۵۰٬۰۰۰ دلار هزینه داشت و ساخت آن بیش از یک سال به طول انجامید.

## بازیگران
- بن ترپین
- جیمز فینلیسون
- فیلیس هیور
- برت روچ
- چارلز ماری
- ماری پره‌وو
- دوت فارلی
- ادی گریبون
- بیلی بوان
- جورج اوهارا
- لوئیز فازندا
- لایج کانلی
- هاینی کانکلین
- رامون نووارو
- اندی کلاید
- هری گریبن
- هریت هموند
- کیوپی مورگان
- دریلیس پردو
- میلدرید جون
- ماروین لوبک
- کالا پاشا